# 185 (число)
Вижте пояснителната страница за други значения на 185.
185 (сто осемдесет и пет) е естествено, цяло число, следващо 184 и предхождащо 186.
Сто осемдесет и пет с арабски цифри се записва „185“, а с римски цифри – „CLXXXV“. Числото 185 е съставено от три цифри от позиционните бройни системи – 1 (едно), 8 (осем), 5 (пет).

## Общи сведения
- 185 е нечетно число.
- 185-ият ден от годината е 4 юли.
- 185 е година от Новата ера.